# Cellaria coronata
Cellaria coronata är en mossdjursart som först beskrevs av Rogick 1956.  Cellaria coronata ingår i släktet Cellaria och familjen Cellariidae. Inga underarter finns listade i Catalogue of Life.